# ウーゴ・ロダジェガ
ウーゴ・ロダジェガ・マルティネス（Hugo Rodallega Martínez, 1985年7月25日 - ）は、コロンビア、バジェ・デル・カウカ県出身のサッカー選手。カテゴリア・プリメーラA・インデペンディエンテ・サンタフェ所属。ポジションはフォワード。

## 経歴
2004年にコロンビアのデポルテス・キンディオでプロキャリアをスタートさせた。2004年4月11日、デポルティーボ・カリ戦でプロ初ゴールを記録した。最初のシーズン13ゴールを記録した。2005年、デポルティーボ・カリに移籍した。2006年、メキシコのCFモンテレイに移籍した。その後、CFアトラスにレンタル移籍し、2007年にクルブ・ネカクサに移籍した。
2009年1月26日、ウィガン・アスレティックFCに移籍した。1月28日、リヴァプールFC戦でデビューを果たした。5月9日、ウェスト・ブロムウィッチ・アルビオンFC戦で移籍後初ゴールを記録した。

## 代表歴
2005年にU-20コロンビア代表として南米ユース選手権に出場し、11ゴールを決めチームの優勝に貢献し、自身も得点王を獲得した。2005 FIFAワールドユース選手権では1ゴールを記録したが、チームは決勝トーナメント1回戦で敗退した。
A代表としては、2005年にベネズエラ代表戦でデビューをした。コパ・アメリカ2007にも出場した。

## 所属クラブ
- デポルテス・キンディオ 2004-2005
- デポルティーボ・カリ 2005
- CFモンテレイ 2006-2007

→ CFアトラス 2006 (loan)
- クルブ・ネカクサ 2007-2008
- ウィガン・アスレティックFC 2009-2012
- フラムFC 2012-2015
- アクヒサル・ベレディイェスポル 2015-2017
- トラブゾンスポル 2017-2019
- デニズリスポル 2019-2021
- ECバイーア 2021-

## タイトル

### クラブ
デポルティーボ・カリ
- カテゴリア・プリメーラA : 2005A

### 代表
U-20コロンビア代表
- 南米ユース選手権 : 2005